# Ursula Herwig
Pour les articles homonymes, voir Herwig (homonymie).
Ursula Herwig (née le 12 juillet 1935 à Berlin, morte le 5 décembre 1977 à Berlin-Ouest) est une actrice allemande.

## Biographie
Herwig apparaît pour la première fois en tant qu'actrice en 1957 avec la comédie Der kühne Schwimmer. Plus tard, elle joue dans le cabaret Die Stachelschweine.
Ursula Herwig est artiste de doublage, elle prête sa voix par exemple à Jane Fonda dans Barbarella ou Cléopâtre dans Astérix et Cléopâtre. Elle est l'une des doubleuses les plus occupées des années 1960 et 1970. Elle est aussi auteure de doublage et metteuse en scène, par exemple pour la version allemande d’American Graffiti.
Ursula Herwig fut mariée à son collègue Thomas Braut, avec qui elle a une fille ; le couple se sépare. Elle est une amie proche de l'auteur de comédie berlinois Curth Flatow
Début décembre 1977, Herwig est retrouvée morte à l'âge de 42 ans dans le Landwehrkanal ; les circonstances de sa mort n'ont jamais pu être clarifiées. Elle est enterrée le 14 décembre au cimetière boisé de Berlin-Dahlem.

## Filmographie
- 1957 : Der kühne Schwimmer
- 1958 : Dr. med. Hiob Praetorius (TV)
- 1958 : War of the Satellites
- 1959 : Dorothea, La fille du pasteur
- 1959 : Johanna aus Lothringen (TV)
- 1959 : La Valse du Gorille
- 1959 : Eine Dummheit macht auch der Gescheiteste (TV)
- 1960 : L'Ombre de l'étoile rouge
- 1960 : Himmel, Amor und Zwirn
- 1962 : Neunzig Minuten nach Mitternacht
- 1963 : Sie schreiben mit  (série télévisée, un épisode)
- 1963 : Der eingebildete Doktor (TV)
- 1963 : Das Kriminalmuseum (série télévisée, un épisode)
- 1963 : Kommissar Freytag (série télévisée, un épisode)
- 1964 : Willy Reichert in... (série télévisée, un épisode)
- 1964 : Gerechtigkeit in Worowogorsk (TV)
- 1964 : Lydia muss sterben (TV)
- 1964 : Doddy und die Musketiere (TV)
- 1965 : Die Karte mit dem Luchskopf (série télévisée, un épisode)
- 1965 : Weekend im Paradies (TV)
- 1966 : Jörg Preda berichtet (série télévisée, un épisode)
- 1966 : Der Nachtkurier meldet... (série télévisée, un épisode)
- 1966 : Commando spatial - La Fantastique Aventure du vaisseau Orion (série télévisée, deux épisodes)
- 1967 : Le comte Yoster a bien l'honneur (série télévisée, un épisode)
- 1969 : Alle Hunde lieben Theobald (série télévisée, un épisode)
- 1970 : John Klings Abenteuer (série télévisée, un épisode)
- 1970 : Die seltsamen Methoden des Franz Josef Wanninger (série télévisée, un épisode)
- 1971 : Kinderklinik (série télévisée, deux épisodes)
- 1971 : Der Vereinsmeier (série télévisée, sept épisodes)
- 1971 : Toni und Veronika (série télévisée, un épisode)
- 1972 : L'Orchestre rouge
- 1972 : Zeitaufnahme (TV)
- 1972 : Nicht Lob - noch Furcht. Graf Galen, Bischof von Münster (TV)
- 1972 : Alexandre Bis (série télévisée, un épisode)
- 1974 : Madame Pompadour (TV)
- 1975 : Beschlossen und verkündet (série télévisée, un épisode)
- 1975 : Kommissariat 9 (série télévisée, un épisode)
- 1977 : Jede Woche hat nur einen Sonntag (TV)